# Multituberculata
Multituberkuláti jsou starou vývojovou linií savců zcela vymřelou již v oligocénu. Poprvé se objevili ve střední juře, což z nich dělá nejdéle se vyskytující savčí skupinu. Žili přes 100 miliónů let a jsou často považováni za jedny z nejúspěšnějších skupin savců v celé evoluční historii.

## Charakteristika
Své jméno získali Multituberculata podle stoliček s mnoha hrboly v řadách.
Stavbou těla a chrupu se podobali hlodavcům, a to natolik, že se jim někdy říká „hlodavci druhohor“.
Měli prodloužené dolní řezáky, které jim na rozdíl od hlodavců nedorůstaly, a krátké horní řezáky. Jejich stravou byla semena a plody vyšších semenných rostlin. Jako jediní savci ve své době byli býložraví. Ostatní se živili hmyzem. Tato absence konkurence jim pravděpodobně umožnila tak dlouhé klidné přežití. Jejich vyhynutí může být spojováno s objevením pravých hlodavců – Rodentia.
Struktura pánve multituberkulátů napovídá, že byli buď vejcorodí nebo rodili malá, bezmocná mláďata, podobně jako moderní vačnatci.
Novější výzkumy ukazují, že multituberkuláti byli svoji ekologickou životní strategií podobnější placentálům než vačnatcům (což se dříve nepředpokládalo).
Je známo asi 80 rodů multituberkulátů, např. Lambdopsalis, Ptilodus a Meniscoessus.

## Naleziště a zeměpisné rozšíření
Multituberkuláti jsou známí zejména ze severní polokoule. Možnou výjimkou je špatně dochovaný fosilní materiál v Jižní Americe.